# القوعة (الملاجم)

تعديل مصدري - تعديل

القوعة هي إحدى قرى عزلة عفار آل مفتاح بمديرية الملاجم التابعة لمحافظة البيضاء، بلغ تعداد سكانها 423 نسمة حسب تعداد اليمن لعام 2004.